# Raplamaa
Raplamaa (plným názvem Rapla maakond, tedy „Rapelský kraj“) je jeden z patnácti estonských krajů.
Nachází se v západní polovině pevninské části Estonska a sousedí s kraji Järvamaa, Pärnumaa, Läänemaa a Harjumaa.

## Správní členění

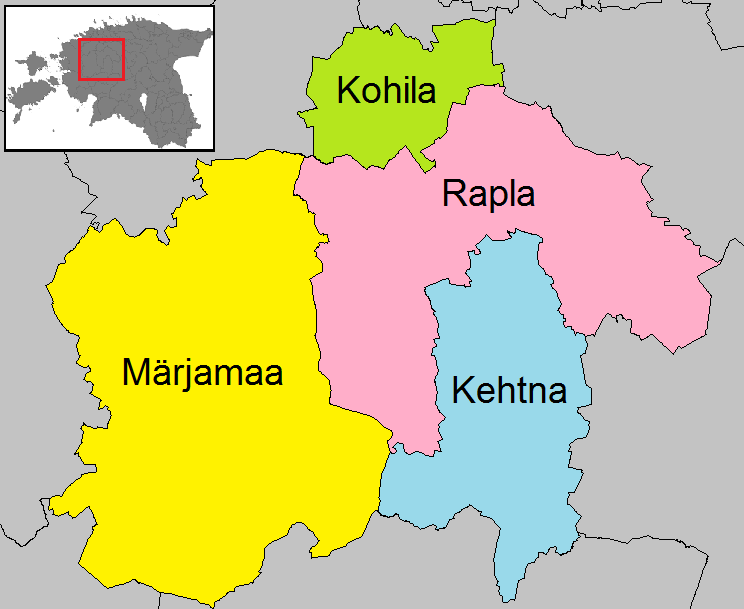
Obce kraje Raplamaa

Kraj se skládá ze čtyř samosprávných obcí: Kehtna, Kohila, Märjamaa a Rapla. Správním centrem kraje je město Rapla.

## Sídla
V kraji je jedno město (Rapla), tři městysy (Järvakandi, Kohila a Märjamaa), 13 městeček (Alu, Eidapere, Hageri, Hagudi, Juuru, Kaerepere, Kaiu, Käru, Keava, Kehtna, Kuusiku, Lelle a Prillimäe) a 258 vesnic.